# Черкасский государственный технологический университет
Черкасский государственный технологический университет (укр. Черкаський державний технологічний університет) — государственное техническое учебное заведение высшего образования Украины, расположенное в городе Черкассы. Основано в 1960 году.

## История
История Черкасского государственного технологического университета начинается с 1960 года, когда в городе был создан Черкасский общетехнический факультет Киевского технологического института пищевой промышленности (ныне Национальный университет пищевых технологий).
20 мая 1961 года Черкасский ОТФ был переподчинен Киевскому инженерно-строительному институту (ныне Киевский национальный университет строительства и архитектуры).
10 ноября 1977 года общетехнический факультет был преобразован в Черкасский филиал Киевского инженерно-строительного института, на котором заработал строительный факультет с вечерней формой обучения, выпускающий инженеров по специальности «Промышленное и гражданское строительство».
1 декабря 1979 года Черкасский филиал Киевского инженерно-строительного института был подчинен Киевскому политехническому институту.
1 сентября 1991 года Черкасский филиал Киевского политеха стал самостоятельным высшим учебным заведением — Черкасским инженерно-технологическим институтом.
26 сентября 2001 года в соответствии с распоряжением Кабинета Министров Украины за № 406-р институт получил статус университета и стал называться — Черкасский государственный технологический университет.
7 октября 2010 года состоялось торжественное празднование 50-летнего юбилея Черкасского государственного технологического университета.

## Деятельность
Черкасский государственный технологический университет расположен в десяти корпусах города и имеет четыре общежития.
Обучение производится на факультетах: строительный; компьютеризированных технологий машиностроения и дизайна; электронных технологий и робототехники; пищевых технологий и сферы обслуживания; экономики и управления; информационных технологий и систем; гуманитарных технологий. Имеются Учебно-научный центр по работе с иностранными студентами и Учебно-научный центр последипломного образования и довузовской подготовки.
Ректорами вуза были:
- Лещенко Дмитрий Дмитриевич[2] (1960—1970)
- Алипов Георгий Иванович[3] (1970—1975)
- Кайдаш Николай Геврасиевич (1976—1980)
- Полищук Анатолий Константинович[4] (1980—1987)
- Быков Валентин Иванович (1987—1998)
- Лега Юрий Григорьевич[укр.] (1998—2014)
- Качала Тамара Николаевна[укр.] (2014—2015)
- Назаренко Сергей Анатольевич[5] (2015—2016)
- Григор Олег Александрович (с 2016 по настоящее время)